# Порт-Гибсон

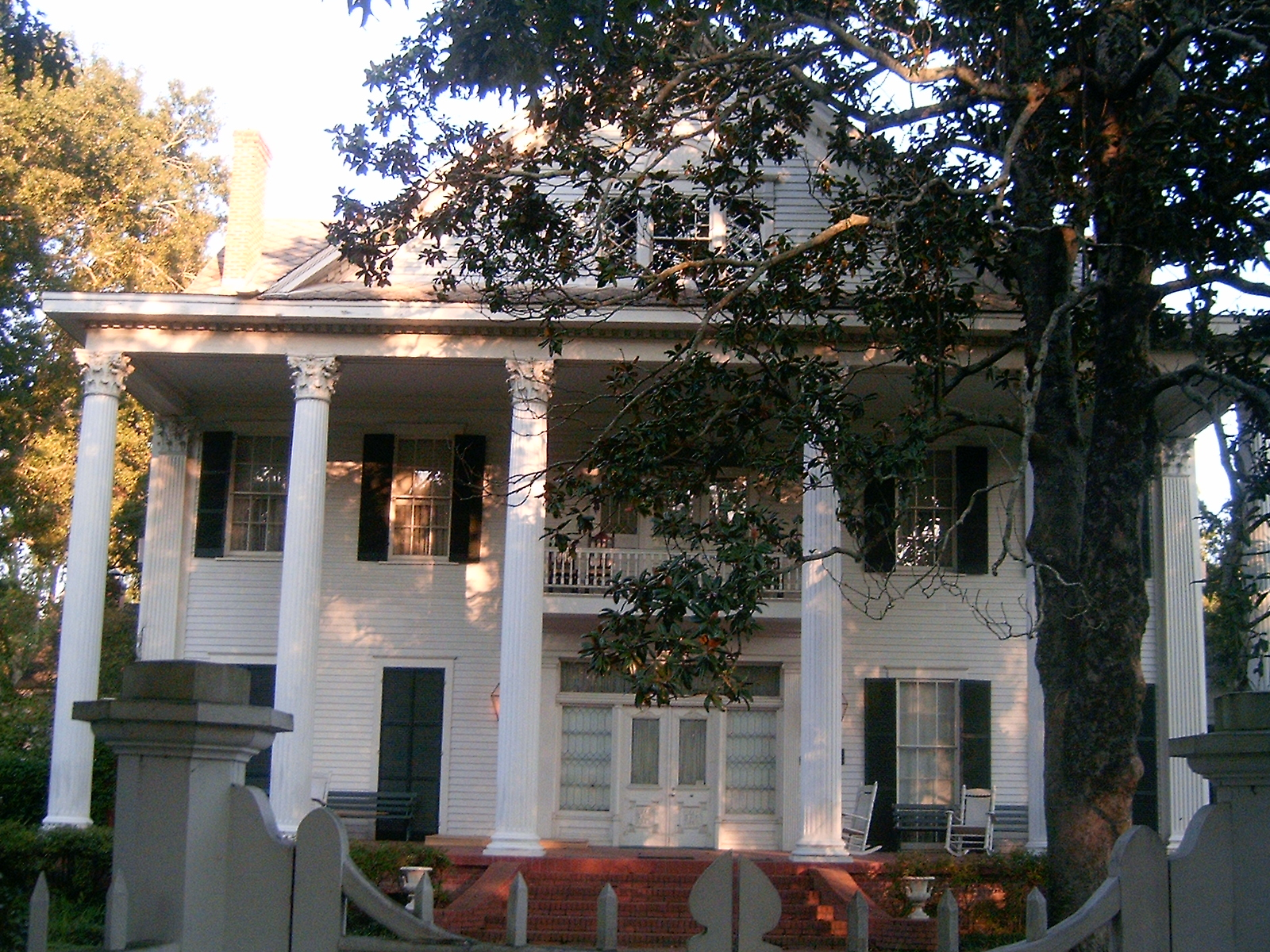
Поместье «Дубовый Сквер» в центре Порт-Гибсона

Порт-Гибсон — одно из старейших европейских поселений в низовьях реки Миссисипи, ныне небольшой посёлок на западе округа Клейборн штата Миссисипи (США). Город расположен на реке Байу-Пьер в 50 километрах к югу от Виксберга, в 65 километрах с северу от Натчезa, в 90 километрах к юго-западу от столицы штата — Джэксона на 61-й автодороге США.

## История
Город возник на месте британского форта 1729 года, основанного на пересечении древнего индейского шляха Натчез-трейс с рекой Байу-Пьер — левым притоком реки Миссисипи в 10 километрах от самой реки. Леса вокруг форта постепенно вырубались, и вскоре город стал центром ведения плантационного хозяйства, базировавшегося на выращивании хлопчатника. Для погашения необходимости в дешёвой рабочей силе, белые плантаторы регулярно завозили сюда негров-рабов из Африки, которые вскоре составили большинство его населения. Тем не менее, знатные семьи белых плантаторов владели огромными богатствами, купленными на деньги вырученные от продажи хлопка, имели роскошные особняки, до сих пор расположенные вдоль центральной улицы города — Чёрч-стрит (улица Церквей) и фазенды-ранчо по его окраинам. Городом Порт-Гибсон был официально провозглашён 12 марта 1803 года.
Гражданская война в США также затронула город, но он не был так сильно повреждён как другие города юга и соседний Виксберг. Большинство белых плантаторов разорилось после окончательной отмены рабства в 1865 году. Большинство освобождённых негров земель, однако, не получили и были вынуждены заниматься арендным батрачеством, в 1930-х—1960-х годах многие из них переехали в северные города США для работы на заводах Чикаго, Детройта и т. д. Белое население, конкурировавшее с чёрным за рабочие места, вело довольно жёсткую политику сегрегации, пока движение чёрных за свои права не победило к началу 70-х. В ответ, большинство белых покинуло город.

## Население
- 1810 (1990)
- 1840 (2000)
- 1567 (2010)
- Афроамериканцы — 80,0 %
- Белые — 19,4 %
- Прочие (индейцы, мексиканцы, азиаты) — 0,6 %

В прошлом важной для города в экономическом и социальном планах была деятельность некогда многочисленного еврейского сообщества, ныне почти полностью исчезнувшего. С тех времён в городе сохранилась синагога и старинное еврейское кладбище. Имеется также протестантское кладбище в готическом стиле, на котором захоронено свыше 100 ветеранов войны между Севером и Югом. Значительная часть современного населения города проживает за чертой бедности, в последнее время большой проблемой является высокий уровень преступности и коррупции местного чиновничества.

## Экономика
Большинство населения современного города занято в близлежащей атомной станции, а также в Университете штата имени Алкорна — созданном специально для негров учебном заведении.

## Достопримечательности
В округе расположены несколько фазенд, а также развалины одной из самых известных из них — Виндзорские руины.